# Okres orbitalny
Okres orbitalny – czas, jaki jest potrzebny ciału (znajdującemu się na orbicie wokół innego ciała) na wykonanie jednego pełnego obiegu orbitalnego. W zależności od tego, względem jakiego punktu odniesienia liczymy początek i koniec obiegu, można wyróżnić:
- Okres syderyczny (gwiazdowy) - ruch mierzony względem układu odniesienia związanego z odległymi gwiazdami. Układ ten jest najbardziej zbliżony do inercjalnego.
zob. też: miesiąc syderyczny, rok syderyczny

- Okres smoczy (drakoński) - czas pomiędzy dwoma kolejnymi przejściami ciała przez ten sam węzeł orbity.
zob. też: miesiąc smoczy, rok smoczy

- Okres anomalistyczny - czas pomiędzy dwoma kolejnymi przejściami ciała przez perycentrum.
zob. też: miesiąc anomalistyczny, rok anomalistyczny

- Okres synodyczny - okres powtarzalności tych samych faz ciała (faz Księżyca, elongacji planety) widocznego z Ziemi.
zob. też: miesiąc synodyczny

- Okres zwrotnikowy (tropikalny) - okres mierzony w układzie zorientowanym względem chwilowego punktu równonocy.
zob. też: rok zwrotnikowy

Dla Ziemi rok używany w codziennej rachubie czasu jest równy okresowi zwrotnikowemu. Okresy obiegu planet wokół Słońca można wyliczyć z trzeciego prawa Keplera.